# Dimitar Obshti
Dimitar Obshti (Gjakova, Imperio otomano, hoy Kosovo, nacido alrededor de 1835 en Sofía, ahora Bulgaria, 10 de enero de 1873) fue un revolucionario búlgaro del siglo XIX que luchó por la liberación de Bulgaria, Serbia y Creta del Imperio otomano, así como por la uificación italiana.

## Biografía
Obshti nació alrededor de 1835 en Gjakova, Imperio otomano. Se unió a la primera Legión búlgara organizada en el exilio, en la capital de Serbia, Belgrado, en 1862.
Allí recibió entrenamiento militar y conoció a Vasil Levski, quien se convirtió en su compañero de armas de por vida. Lucharon juntos contra los ionvasores otomanos en Serbia. En abril de 1868, las autoridades serbias disolvieron la legión búlgara y expulsaron a sus participantes del país. Posteriormente, Obshti se unió a las fuerzas del revolucionario italiano Giuseppe Garibaldi y luego participó en el Levantamiento cretense de 1866-1869. En 1869 se convirtió en uno de los fundadores del Comité Central Revolucionario Búlgaro (BRCC) en Bucarest, Rumania.
En junio de 1871, Obshti fue enviado a la Bulgaria otomana para servir como primer adjunto de Levski, pero comprometió los esfuerzos de su superior por sus aventuras. Dirigió un intento de asesinato contra el diácono Paisius, vicario del obispo de Lovech, sospechoso de colaboración y traición. En contra de la opinión de Levski, en septiembre de 1872 Obshti organizó el robo del convoy postal otomano en el, paso de Arakonam para financiar las actividades del BRCC. Las autoridades otomanas reaccionaron con dureza y lograron arrestar a varios militantes del Comité Revolucionario Búlgaro, incluidos a Obshti y Vasil Levski. Dimitar Obshti aprovechó la oportunidad de publicar las actividades de la BRCC para despertar el interés de las Grandes potencias en la liberación de Bulgaria. Realizó unas declaraciones reveladoras en los tribunales que dieron lugar a un gran número de detenciones y a la ruina efectiva de la red clandestina. El 10 de enero de 1873, fue condenado a muerte y ahorcado en Sofía. Tenía 37 años. Un mes después, el 18 de febrero de 1873, la misma suerte corrió sobre Vasil Levski.